# 안산 (양궁 선수)
안산(安山, 2001년 2월 27일~)은 대한민국의 양궁 선수이다. 2017년 세계 주니어 양궁 선수권 대회에서 혼성 단체전 은메달을 획득했고, 2018년부터 국가대표 선수로 활동하고 있다. 2020년 하계 올림픽 국가대표로 발탁되었으며, 양궁 혼성 단체 결승전에서 김제덕과 함께 금메달을 획득했다. 또한 양궁 여자 단체전에서 강채영, 장민희와 함께 금메달을 획득하였다. 그리고 양궁 여자 개인전에서도 옐레나 오시포바를 누르고 금메달을 따면서 올림픽 양궁 사상 최초로 단일 대회 3관왕에 올랐다.

## 어린 시절
2004년 광주광역시 북구 문흥동에서 태어났다.

## 2020년 하계 올림픽
2021년 일본 도쿄도 유메노시마공원 양궁장에서 열린 2020 도쿄 올림픽에 출전해 본격적인 활약을 펼쳤다. 7월 23일(도쿄 올림픽 개막일) 올림픽 양궁 여자 개인 랭킹 라운드에서 안산은 680점의 성적을 올리며 전체 1위에 올랐다. 안산이 기록한 점수는 올림픽 신기록이었다.
남자부에서 1위에 오른 김제덕과 함께 도쿄 올림픽에서 처음 시작된 양궁 혼성 단체전에 출전한 안산은 24일 열린 16강에서 방글라데시를 6-0으로 완파한 데 이어, 8강에서 인도를 6-2의 스코어로 꺾고 4강 고지에 선착했다. 4강에서는 멕시코를 만나 5-1의 스코어로 누르면서, 메달을 확보하는 데에 성공했다. 안산과 김제덕은 마지막 결승전에서 만난 네덜란드를 6-2의 스코어로 꺾고 금메달을 따내는 데 성공했다. 이는 2020 도쿄 올림픽 대한민국 선수단이 따낸 첫 번째 메달이자, 양궁 혼성 단체전의 초대 챔피언이 되었다는 의미를 지녔다.
한편 혼성 단체전 준결승에서는 김제덕이 쏘아놓은 화살 위를 안산의 화살이 관통하는 이른바 '로빈 후드 화살'이 나오기도 해 주목을 받았다. 해당 화살은 국제 올림픽 위원회가 두 선수의 유니폼과 함께 기증을 받아, 스위스 로잔에 위치한 IOC 올림픽 박물관에서 전시된다.
안산은 도쿄 올림픽에서의 활약으로 대한민국 올림픽 참가 선수로는 최초로 올림픽 3관왕에 올랐다.

## 수상
| 대회                            | 종목                    | 순위   | 날짜       |
| ------------------------------- | ----------------------- | ------ | ---------- |
| 제98회 전국체육대회             | 양궁 여자 고등부 60m    | 금메달 | 2017-10-21 |
| 제98회 전국체육대회             | 양궁 여자 고등부 30m    | 동메달 | 2017-10-22 |
| 제98회 전국체육대회             | 양궁 여자 고등부 개인전 | 은메달 | 2017-10-24 |
| 제98회 전국체육대회             | 양궁 여자 고등부 단체전 | 은메달 | 2017-10-25 |
| 2018 아시아컵 3차대회           | 양궁 여자 개인          | 은메달 | 2018-07    |
| 2018 아시아컵 3차대회           | 양궁 여자 단체          | 은메달 | 2018-07    |
| 제99회 전국체육대회             | 양궁 여자 고등부 70m    | 은메달 | 2018-10-13 |
| 제99회 전국체육대회             | 양궁 여자 고등부 30m    | 은메달 | 2018-10-14 |
| 제99회 전국체육대회             | 양궁 여자 고등부 개인전 | 동메달 | 2018-10-16 |
| 제99회 전국체육대회             | 양궁 여자 고등부 단체전 | 은메달 | 2018-10-17 |
| 도쿄 올림픽 테스트 이벤트       | 양궁 여자 개인          | 금메달 | 2019-07    |
| 제100회 전국체육대회            | 여자 19세 이하부 60m    | 금메달 | 2019-10-05 |
| 제100회 전국체육대회            | 여자 19세 이하부 70m    | 금메달 | 2019-10-05 |
| 제100회 전국체육대회            | 여자 19세 이하부 50m    | 금메달 | 2019-10-06 |
| 제100회 전국체육대회            | 여자 19세 이하부 개인전 | 은메달 | 2019-10-08 |
| 2019년 현대 양궁 월드컵 3차대회 | 여자 개인               | 금메달 | 2019-10    |
| 2019년 현대 양궁 월드컵 3차대회 | 여자 단체               | 금메달 | 2019-10    |
| 2021 아시아컵                   | 여자 단체               | 금메달 | 2021-06    |
| 2021 아시아컵                   | 여자 개인               | 은메달 | 2021-06    |
| 2021 아시아컵                   | 혼성                    | 은메달 | 2021-06    |
| 2020년 도쿄 올림픽              | 양궁 혼성               | 금메달 | 2021-07-24 |
| 2020년 도쿄 올림픽              | 양궁 여자 단체          | 금메달 | 2021-07-25 |
| 2020년 도쿄 올림픽              | 양궁 여자 개인          | 금메달 | 2021-07-30 |
| 2021 세계 양궁 선수권대회       | 혼성 단체               | 금메달 | 2021-09-26 |
| 2021 세계 양궁 선수권대회       | 여자 단체               | 금메달 | 2021-09-26 |
| 2021 세계 양궁 선수권대회       | 여자 개인               | 금매달 | 2021-09-26 |

## 논란
오래전 안산의 인스타그램에 숏컷으로 이발을 한 사진이 업로드되었고, 인도네시아 국적의 계정이 "왜 숏컷으로 머리를 깎았습니까?"고 질문하자 안산은 "이게 더 편합니다."라고 답변하였다. 이후 도쿄올림픽 일정이 진행되고 경기 영상이 올라오자 몇 남초 커뮤니티에 안산을 '안산 숏컷 페미', '그쪽이냐?'라며 비난하는 글이 올라왔고, 최근 논란이 있는 여초발 용어 등을 과거 인스타그램 스토리에서 사용한 흔적이 발견되자 남초 사이트에서는 안산을 '래디컬 페미니스트'라고 주장하였다. 남초 사이트에서는 안산을 성토했고, 금메달을 반납하라는 극단적인 주장과 악플이 쏟아지기 시작했다.
이에 안산을 응원하는 네티즌들은 대한양궁협회에 자유게시판으로 이러한 글과 댓글에 대해 강력히 조치하고 절대 이에 대해 반응하게 하지 말라고 요청하고 응원 릴레이를 하면서 응원 편지를 쓰는 등 선수를 보호하자는 데에 동참하고 있다. 안산을 공격하는 사람들은 안산의 과거 인스타그램에 사용된 단어들을 문제 삼고 있지만, 단순한 용어 몇 개의 사용이나 팔로우를 인신 공격의 근거로 드는 것은 과도하다는 비판이 있다. "웅앵웅" "오조오억" 등의 단어 기원에는 남성 혐오적 의미가 없으며, 안산 본인에게 사용했다는 점에서 위 단어들이 남성 혐오를 표방한다는 것은 과도한 확대해석이 아니냐는 여론이 일었다. 또한 안산은 평소에 남초발 용어도 자주 사용하므로 그냥 요즘 젊은 세대의 밈을 애용하는 사람이 아니냐는 의견이 대다수다. BBC등 외신에서는 해당 사건에 관해서 안산이 온라인 학대를 당하고 있다고 보도했으며 대다수의 사람들도 마찬가지로 성별갈등이 아닌 일방적인 학대로 보고 있다. 
더불어민주당 백혜련 최고위원은 “나라 망신”이라고 했으며, 남초 커뮤니티의 주장에 대해 “‘숏컷은 페미다’, ‘여대는 페미다’ 이런 식으로 사상을 검증하고 메달을 박탈해야 한다는 황당한 주장”, "외신에서도 금메달 딴 소식보다는 몰상식한 이들이 하는 문제 행동이 외신에 대서특필되고 있다"라고 비판적 입장을 내놓았으며, 정의당 장혜영 의원도 같은 입장을 내놓았다. 국민의힘 이준석 대표는 "국민의힘 당대표로서 이에 대해 대답 안하면 사이버 불링에 동조한 것으로 간주한다."라는 정의당 장혜영 의원의 질문에
"초딩(초등학생) 논법이며 정의당에 마이너스로 작용한다."라고 비판을 하면서도 "커뮤니티 사이트에 왜 관심을 가져야 하는가?"라면서 안산 선수와 모든 국가대표 선수들을 응원한다고 했다. 배우 정만식 또한 온라인 학대를 한 이들에게 SNS로 "애꿎은 선수에게 온라인 학대를 한 너희들은 머리 짧게 자른 유도 선수들에게 한마디도 못 하냐?"라면서 '일부 네티즌들'에게 일침을 보냈다.

## 개인사
언니 안솔, 본인 안산, 남동생 안결의 이름을 합쳐 '소나무 산의 바람결'이라는 의미로 이름을 붙였다.

## 학력
- 문산초등학교
- 광주체육중학교
- 광주체육고등학교
- 광주여자대학교